# برج واردنكليف

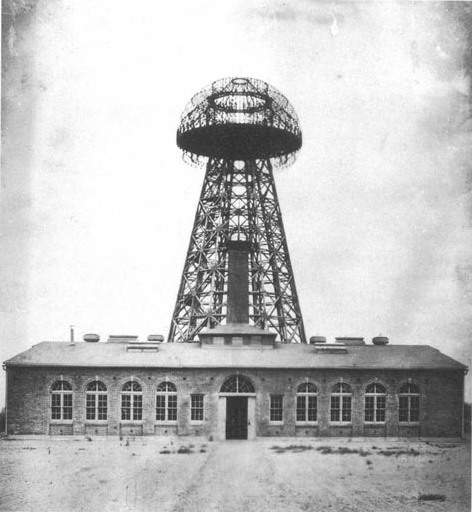
صورة ترجع لسنة 1904 م لبرج واردنكليف الواقع في شورهام بجزيرة لونغ آيلند في نيويورك.

برج واردنكليف (1901–1917) الذي يعرف أيضًا باسم برج تسلا كان محطة نقل قديمة للاتصالات اللاسلكية صممها وبناها نيكولا تسلا في شورهام سنة 1901 م. كان هدف تسلا نقل الرسائل والمكالمات الهاتفية وحتى الفاكس عبر المحيط الأطلنطي إلى إنجلترا وإلى السفن في البحار معتمدًا على نظريته حول استخدام الأرض لتوصيل الإشارات. حاول تسلا تنمية قدرات البرج وإضافة ناقل لا سلكي للطاقة لينافس راديو ماركوني باستخدام النظام البرقي، إلا أن ذلك المشروع قوبل بالرفض من قبل جون بيربونت مورجان ممول المشروع. لم يستطع تسلا إيجاد ممول آخر، وتوقف المشروع عن العمل سنة 1906 م. وفي محاولة لتسديد ديون تسلا، تم تفكيك البرج وبيعه كخردة سنة 1917 م، بينما رُهنت الأجهزة سنة 1922 م.